# Homotopie-Kategorie
In der Mathematik ist die Homotopie-Kategorie die Kategorie, deren Objekte die topologischen Räume und deren Morphismen die Homotopieklassen stetiger Abbildungen sind. Sie wird mit hTop bezeichnet.

## Erläuterung
Homotopie definiert eine Äquivalenzrelation auf der Menge der stetigen Abbildungen zwischen je zwei topologischen Räumen.
Die Äquivalenzklassen werden als Homotopieklassen bezeichnet.
Mit {\displaystyle [X,Y]} notiert man die Gesamtheit der Homotopieklassen zwischen den topologischen Räumen {\displaystyle X} und {\displaystyle Y}.
Während Top die klassische Kategorie der topologischen Räume und stetigen Funktionen darstellt, sind die Morphismen der Kategorie hTop gerade die Homotopieklassen.
Die Objekte beider Kategorien sind gleich.
Mit anderen Worten es ist
{\displaystyle \operatorname {Ob} (\mathbf {hTop} )=\operatorname {Ob} (\mathbf {Top} )=\{X|X\ {\text{topologischer Raum}}\}}
und für je zwei Objekte {\displaystyle X,Y\in \operatorname {Ob} (\mathbf {hTop} )} gilt
{\displaystyle \operatorname {Mor} (X,Y)=\left[X,Y\right]}.
Verknüpft werden die Morphismen repräsentantenweise, das heißt für topologische Räume {\displaystyle X,Y,Z} und stetige Abbildungen {\displaystyle f\colon X\to Y,\ g\colon Y\to Z} gilt:
{\displaystyle \left[g\right]\circ \left[f\right]=\left[g\circ f\right]\in \operatorname {Mor} (X,Z)}
Dies ist wohldefiniert, da die Homotopie-Relation mit der Hintereinanderausführung von Funktionen verträglich ist.
Daraus folgt, dass für einen Raum {\displaystyle X} der Identitätsmorphismus stets die Klasse aller zur identischen Abbildung {\displaystyle Id_{X}\colon X\to X,x\mapsto x} homotopen Abbildungen ist:
{\displaystyle \operatorname {id} _{X}=\left[Id_{X}\right]\in \operatorname {Mor} (X,X)}

## Eigenschaften
Die Homotopie-Kategorie ist eine symmetrische monoidale Kategorie mit dem Smash-Produkt als Produkt und der 0-Sphäre {\displaystyle S^{0}} als neutralem Element.
Die Isomorphismen der Homotopie-Kategorie sind die Homotopieäquivalenzen der Kategorie Top.
Eigenständige Bedeutung erhält die Kategorie hTop, da sie nicht aus Mengen mit einer Zusatzstruktur sowie mit dieser Struktur verträglichen Funktionen besteht.
Sie kann auch nicht als eine solche aufgefasst werden.
Dies bedeutet, dass die Homotopie-Kategorie nicht konkretisierbar ist, es gibt keinen treuen Funktor in die Kategorie Set der Mengen.

## Verallgemeinerungen
Die Homotopie-Kategorie einer (beliebigen) Modellkategorie erhält man durch Lokalisierung bzgl. der Menge der schwachen Äquivalenzen.